# Università Laval
L'Università Laval (in francese: Université Laval) è un'università di lingua francese della città canadese di Quebec, nella provincia del Québec.
È considerata la più antica università del Canada e il primo ateneo di lingua francese in America. Fu fondata nel 1663 da François de Montmorency-Laval come Séminaire de Québec, un seminario che educava i sacerdoti nella Nuova Francia. Dopo la conquista nel 1759, gli inglesi decisero di ampliare la formazione offerta alle professioni liberali.

## Storia
L'8 dicembre 1852, la regina Vittoria concesse all'abate Louis-Jacques Casault l'istituzione dell'Università Laval, che ottenne il nome attuale e la facoltà di rilasciare titoli universitari, quando i canadesi francofoni non avevano ancora accesso all'istruzione superiore. Nel 1878 fu aperta una sede dell'Università di Montréal, che nel 1920 divenne indipendente come l'Università di Montreal (Université de Montréal).
Agli inizi del XX secolo, l'università ha solo quattro facoltà: medicina, legge, teologia e arte. Poco dopo, furono aperti i corsi di musica, filosofia, lettere, scienze e ingegneria, agricoltura e scienze sociali, fra gli altri.
Nel 1925, il campus storico di Vieux-Québec risultò troppo piccolo per le esigenze del nuovo ateneo. Poiché il centro era già altamente urbanizzato all'epoca, in assenza di spazi liberi edicafibili, la Laval University decise di lasciare le mura del Quebec per stabilirsi su terreni agricoli più a ovest, a Sainte-Foy. Nel 1950, furono predisposto il progetti di quello che anni più tardi divenne la Cité-Universitaire.
Durante la Rivoluzione silenziosa, il numero di studenti è aumentato significativamente in seguito alla riforma dell'istruzione del Quebec che sottrasse il monopolio dell'educazione pubblica alla Chiesa cattolica romana. Negli anni '60-'70, il numero delle immitracolazioni aumentò di circa 10.000 unità, finché nel 1971 l'università adottò il primo statuto aconfessionale secolarizzato. Fondati i primi centri di ricerca nel 1972, fu eletto il primo rettore.
Fra gli anni '80 e il 2000, aumentò gradualmente il numero di ricercatori e docenti stranieri. Agli inizi del XXI secolo, la popolazione dell'Università Laval era in prevalenza femminile.
Nel 2018, l'Università Laval ha offerto circa 500 corsi di laurea universitari a 43.000 studenti. È una delle 10 migliori università di ricerca canadesi con oltre 300 milioni di dollari in fondi di ricerca e cooperazione internazionale.

## Facoltà
L'Università conta 17 facoltà e più di 60 dipartimenti, scuole e istituti.  L'offerta formativa comprende 422 corsi, dei quali 185 universitari e 237 post laurea, oltre a 700 corsi online. Le facoltà sono le seguenti:
- Facoltà di Pianificazione, architettura, arte e design
- Facoltà di Giurisprudenza
- Facoltà di Studi universitari e post-dottorato
- Facoltà di Scienze forestali, geografia e geomatica

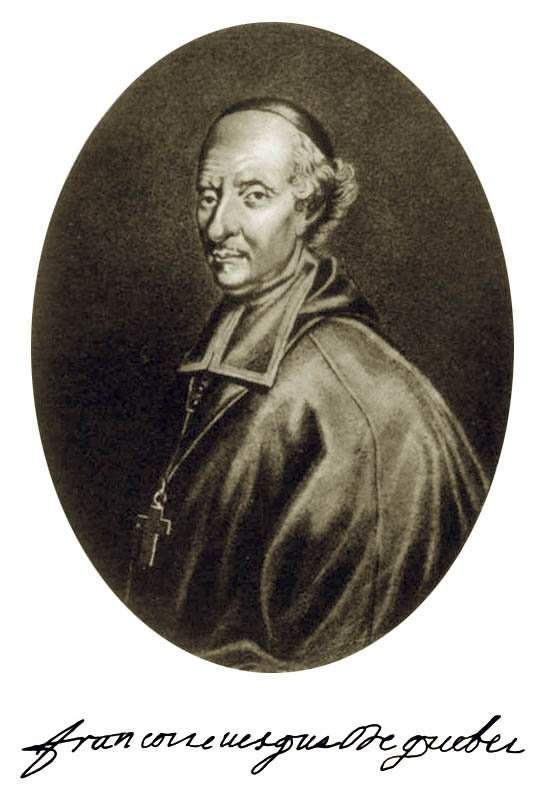
François de Laval, fondatore dell'università.

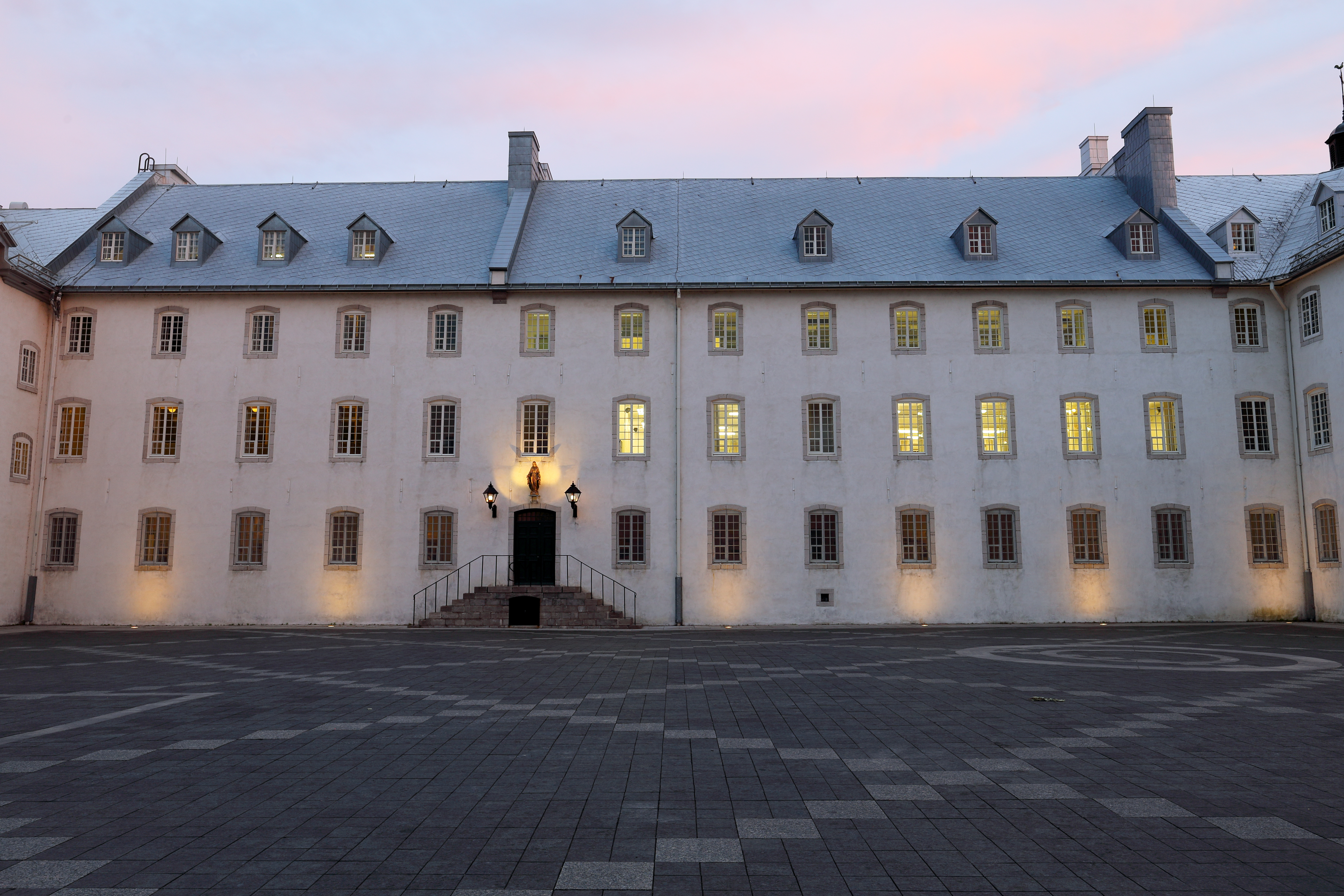
La Scuola di Architettura.

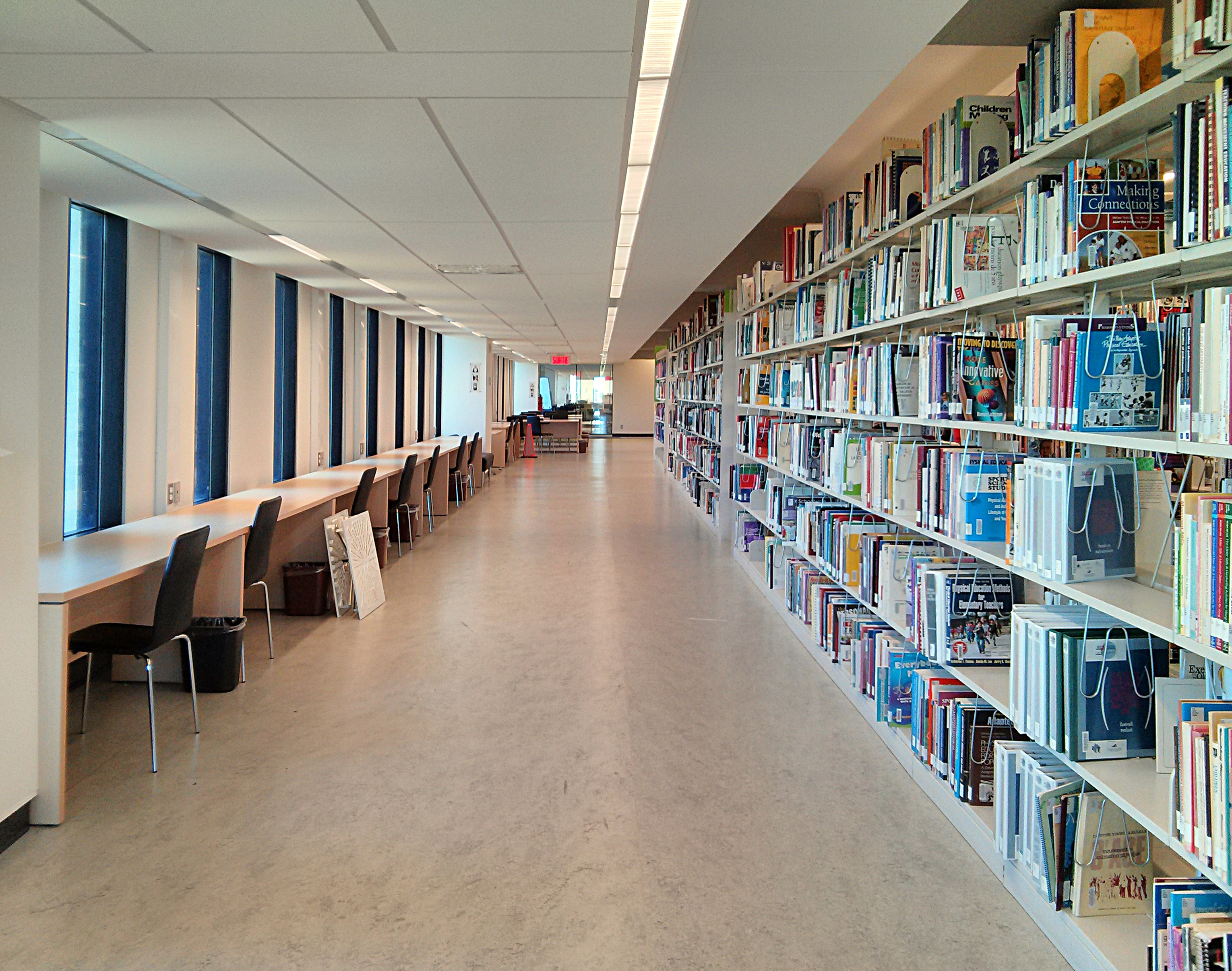
La Biblioteca universitaria.

- Facoltà di Lettere e filosofia
- Facoltà di Medicina
- Facoltà di Odontoiatria
- Facoltà di Musica
- Facoltà di Farmacia
- Facoltà Filosofia
- Facoltà di Scienze dell'amministrazione
- Facoltà di Scienze Agrarie e Alimentari
- Facoltà di Scienze della formazione
- Facoltà di Scienze e ingegneria
- Facoltà di Infermieristica
- Facoltà di Scienze sociali
- Facoltà di Teologia e studi religiosi

Le singole facoltà hanno sede in altrettanti padiglioni a breve distanza l'uno dall'altro e collegati anche da un sistema di corridoi sotterranei, che permette, fra gli altri scopi, di spostarsi evitando il freddo durante i mesi inversali.
Diversamente dalle altre università della provincia del Quebec, come la Mc Gill o la Concordia, nelle quali l'insegnamento è bilingue (inglese/francese), tutta la didattica dell'Università Laal è erogata in lingua francese. Anche per tale motivo attira ogni anno centinaia di studenti provenienti dai paesi francofoni (come Belgio, Haiti, Senegal). Inoltre, eiste anche una minoranza di studenti di lingua spagnola, principalmente provenienti da paesi dell'America Latina.
Sebbene i corsi siano erogati in lingua francese, gran parte della letteratura utilizzata dagli studenti è in lingua inglese. Alla fine degli anni 2000, alcune facoltà, come l'amministrazione, hanno iniziato a richiedere ai loro studenti un minimo livello di conoscenza dell'inglese come condizione per la laurea.

## Simboli
Il motto dell'università è rimasto quello storico di Deo favente haud pluribus ("con la grazia di Dio,  come nessun altro"), ispirata alla locuzione nec pluribus impar del re Luigi XIV.
Nel 1951, fu adottato un armoriale che riproduce gli elementi araldici dello stemma di Montmorency-Laval, fondatore del Seminario del Quebec: uno scudo rosso decorato con una croce d'oro caricata con cinque conchiglie e confinato in sedici alleanze (aquile senza becco o zampe), che simboleggia i nemici sconfitti durante i pellegrinaggi a cui hanno preso parte gli antenati di Laval. Tuttavia, i colori dello stemma dell'Università sono invertiti rispetto a quelli dello stemma Montmorency-Laval, utilizzati dal Séminaire de Québec e dal François-de-Laval College..
L'inno dell'Università si chiama Savoir et beauté, un'opera in lingua francese composta da Jeanne Landry, professore emerito della Facoltà di Musica.

Blasone dal 1852 al 1951
Blasone dopo il 1951
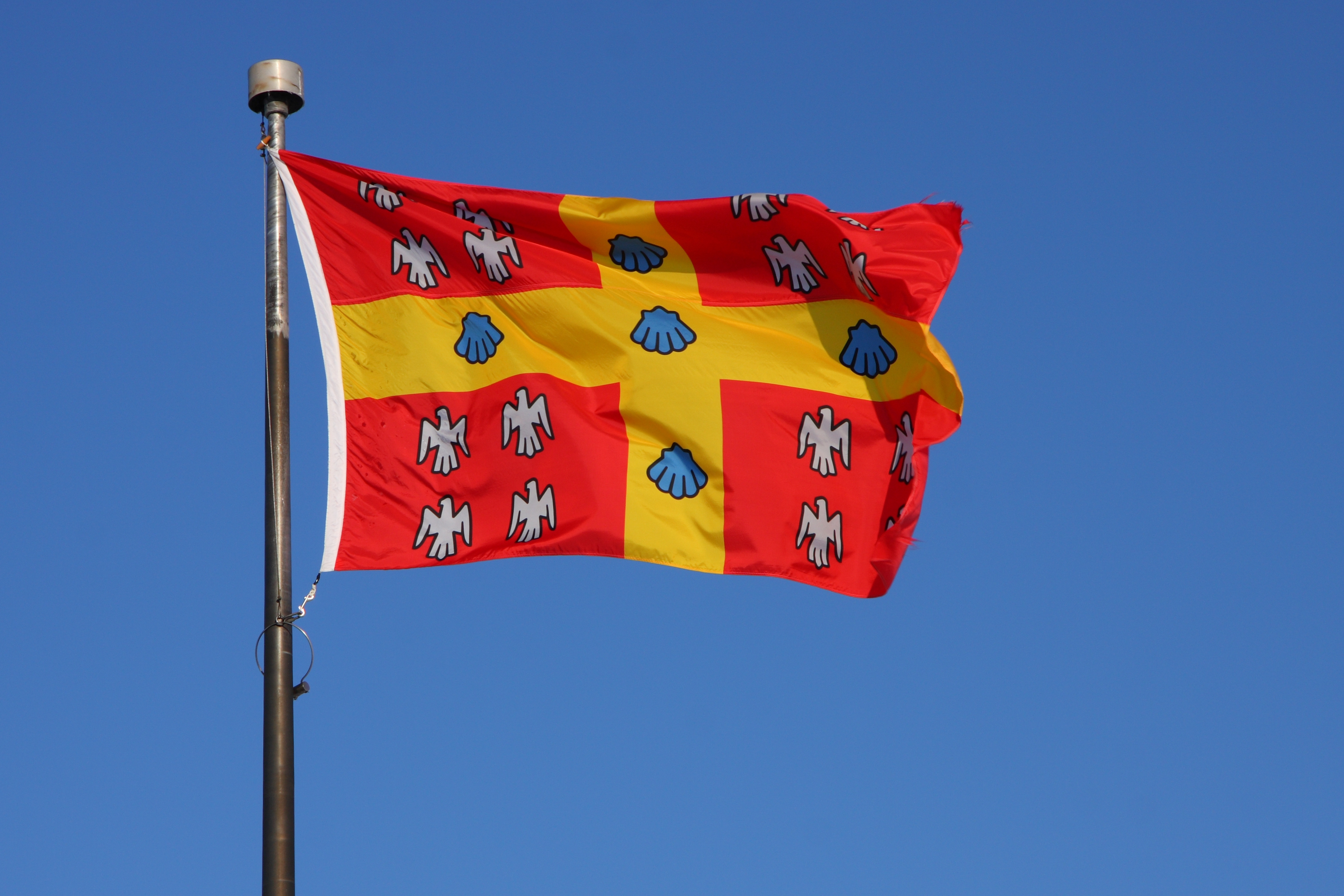
Rappresentazione dell'armoriale
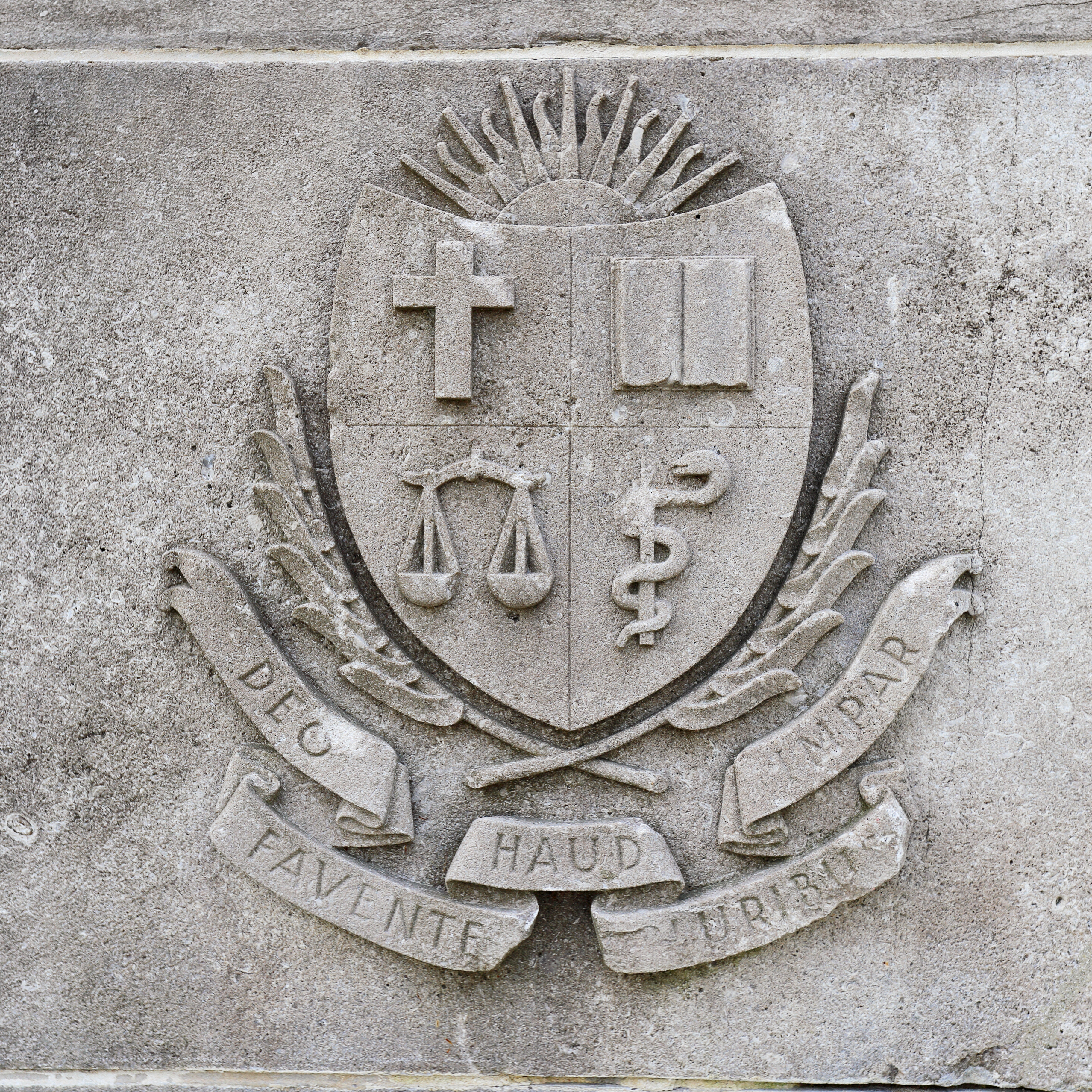
Armoriali dell'istituzione (Padiglione Abitibi-Price, sede della Facoltà di scienze forestali, geografia e geomatica)

## Sport
Il Rouge et Or è il nome usato da tutte le squadre sportive dell'ateneo presso l'Università di Laval. Le 16 discipline praticate al 2018, erano: atletica leggera, badminton, basket, cheerleading, sci di fondo, football canadese, golf, nuoto, rugby, sci alpino, sci di fondo, calcio, tennis, triathlon e pallavolo.

## Personalità dell'Università Laval (selezione)
- Roberto Andorno, bioeticista all'Università di Zurigo
- Richard Beaulieu, insegnante di sport certificato e scienziato dello sport
- Marie-Claire Blais, scrittrice
- Louis–Joseph–Napoléon Bruchési, professore di dogmatica e arcivescovo di Montréal
- Alain Buogo, responsabile del coordinamento delle informazioni geografiche e dei sistemi di informazione geografica (KOGIS) Svizzera
- Auriélie Campana, politologa
- Patricia Hewes Corry, cantante musicale e d'opera
- Hamidou Dia, filosofo e scrittore
- Calixte Duguay, poeta e musicista
- François Faucher, artista
- Alexandre Gilbert, fisico e scienziato
- Gustave Guillaume, insegnante universitario e linguista francese
- Hélène Guilmette, soprano e cantante lirica
- Adalbert Gauthier Hamman, professore di teologia sacramentale
- Kevin Hébert, sociologo
- Michael Hengartner, rettore dell'Università di Zurigo
- Theodor Heuss, primo presidente federale della Repubblica federale di Germania, dottorato onorario
- Giovanni, Granduca di Lussemburgo
- Alain François de Krassny, ingegnere
- Christophe Lacroix, professore di biotecnologie alimentari
- Eva Leonardi, scienziato della comunicazione
- Claude Lévi-Strauss, etnologo e antropologo
- C. S. Lewis, scrittore e studioso letterario, dottore onorario di letteratura
- Pauline Marois, politico, membro dell'Assemblea nazionale del Québec
- Jean Piché, Compositore e video artista canadese
- Werner Ruhnau, architetto; professore dell'Università Laval
- Werner Schüßler, filosofo
- Susanne Sehili, scienziato
- Elzéar-Alexandre Taschereau, primo cardinale canadese e cofondatore dell'Università Laval
- Hans Wolff, matematico
- Georges M. Saad Abi Younes, vescovo maronita in Messico
- Alexandre Vachon, rettore dell'Università e Arcivescovo di Ottawa